# Medalla al Mérito Cultural «Gloria Artis»
La Medalla al Mérito Cultural «Gloria Artis» o Medalla Gloria Artis (en polaco: Zasłużony Kulturze - Gloria Artis) es una condecoración ministerial de Polonia concedida por el Ministerio de Cultura y Patrimonio Nacional de la República de Polonia a personas y organizaciones distinguidas por la creación artística, la actividad cultural o la protección de la cultura y el patrimonio nacional. La medalla se otorga en virtud de la Ley de 17 de junio de 2005 por la que se modifican la Ley de organización y realización de actividades culturales y la Ley del sistema educativo. Reemplazó a la insignia «Activista Cultural Meritorio» (Zasłużony Działacz Kultury).

## Categorías
La Medalla consta de las siguientes categorías:
|              | Primera categoría                                                                              | Segunda categoría                                                                                  | Tercera categoría                                                                                   |
| ------------ | ---------------------------------------------------------------------------------------------- | -------------------------------------------------------------------------------------------------- | --------------------------------------------------------------------------------------------------- |
| Denominación | Medalla de Oro al Mérito Cultural «Gloria Artis» Złoty Medal „Zasłużony Kulturze Gloria Artis” | Medalla de Plata al Mérito Cultural «Gloria Artis» Srebrny Medal „Zasłużony Kulturze Gloria Artis” | Medalla de Bronce al Mérito Cultural «Gloria Artis» Brązowy Medal „Zasłużony Kulturze Gloria Artis” |
| Cinta        |                                                                                                | | |
| Medalla      |                                                                                                | | |

El Ministro concede la medalla por iniciativa propia o a petición de otros ministros o jefes de oficinas centrales, rectores de instituciones de enseñanza superior, comisarios de voivodato, voivodas, autoridades estatutarias de organizaciones sociales de ámbito nacional o asociaciones que realizan actividades culturales estatutarias, jefes de puestos diplomáticos o consulares de la República de Polonia.
Se puede obtener una medalla de grado superior después de 5 años desde la concesión de la medalla del grado directamente inferior. En casos justificados por los logros sobresalientes del candidato, este requisito puede ser obviado.
El autor del diseño de la medalla es Piotr Gawron.

## Descripción
La medalla está hecha de tombac y chapada en oro, plata o bronce, tiene la forma de una flor con pétalos irregulares, cubierta en su anverso con esmalte verde, azul o rojo oscuro, dependiendo de la categoría. En el anverso hay una imagen de un águila con una corona, y en el reverso hay una cabeza de mujer con una corona de laurel sobre la que están inscritas las palabras «gloria artis».
La insignia de la Medalla de Oro tiene un diámetro de 70 mm; la de Plata, de 55 mm; y la de Bronce, de 40 mm. La cinta de la Medalla de Oro mide 680 mm de largo y 50 mm de ancho, es de color verde oscuro con dos franjas verticales de color blanco y rojo de 13 mm de ancho. La cinta de la Medalla de Plata mide 60 mm de largo y 35 mm de ancho, es de color azul con dos franjas verticales de color blanco y rojo de 5 mm de ancho. La cinta de la Medalla de Oro mide 55 mm de largo y 35 mm de ancho, es de color granate con dos franjas verticales de color blanco y rojo de 5 mm de ancho.
Las personas físicas y jurídicas y las unidades organizativas distinguidas también reciben una medalla en miniatura, cuya insignia está grabada en relieve y patinada por una cara. Tiene un diámetro de 17 mm y muestra, según la categoría, el reverso de la Medalla de Oro, Plata o Bronce, coloreado con pintura de resina del color correspondiente: verde, azul o cereza.